# Alzado del suelo
Alzado del suelo o Levantado del suelo (en portugués, Levantado do chão) es una novela del premio Nobel de literatura 1998 José Saramago. Fue publicada en 1980 y en ella se relata la historia de las gentes del pueblo de Lavre en el  Alentejo portugués desde  1910 hasta 1979, incluyendo la Revolución de los Claveles el 25 de abril de 1974.
Alzado del suelo está considerada la primera gran novela de Saramago estando entre sus obras más relevantes. Con ella Saramago se reveló como un gran novelista renovador y maduro. Está escrita con un sentido peculiar, humorístico y sarcástico que dio mucho que hablar en su momento.

## La novela
El título de esta novela, Alzado del suelo, hace referencia al esfuerzo del campesinado pobre del Alentejo Portugués para extraer del suelo, mediante su duro trabajo diario, el fruto de una tierra que no es suya, sino que pertenece al señor. 
Se plantea la diferencia de clases y la lucha por la libertad en pleno Estado Novo salazarista. La lucha de clases se entremezcla con la lucha por la libertad y contra la dictadura. El cacicazgo del Señor, con su poder económico es el contra punto a los hombres que con sus manos y su sudor deben luchar, día tras día, para logar alzar del suelo un sustento, del que el señor deja una muy pequeña parte para su familia. Así, se pone en funcionamiento un sindicalismo agrario por parte de los campesinos que desemboca en acciones reivindicativas contra los abusos a los que son sometidos, siendo estas iniciativas duramente reprimidas por las fuerzas del orden.
La ignorancia unida a la sumisión y a la pobreza, es el germen de la lucha reivindicativa y libertaria, que se torna, a la vez, contra la clase dominante del Señor y contra la dictadura de Salazar. La esperanza de utopía que estalla al son de Grândola, Vila Morena y culmina en la romántica Revolución de los claveles del 25 de abril, llena los ojos del pueblo de libertad, para más tarde, devolverles a la realidad de las relaciones de poder, a la realidad de la diferencia de las clases.
El relato, contundente y bien documentado, es expuesto con amargura punzante, con dosis de humor y sarcasmo que hacen que el lector no se pueda quedar impasible ante el mismo.